# Acelerador de Prótons UNK
O acelerador de prótons da UNK era um grande acelerador de partículas em construção em Protvino, perto de Moscou, na Rússia, no Instituto de Física de Altas Energias.  Embora progresso na construção tenha sido anunciado em 1996, após o colapso da União Soviética e as mudanças econômicas no país, o financiamento do governo para o projeto foi interrompido e apenas a segurança e a manutenção são financiadas.